# Колхида (пароход)
«Колхида» — русский колёсный пароход. Участник Крымской войны.

## История службы
22 августа 1837 года пароход «Колхида», взяв 140 тонн угля, вышел из Лондона в Одессу. В порт назначения прибыл к 26 сентября. Во время перехода пароход развивал скорость свыше 10 узлов. 
Командиром «Колхиды» был назначен лейтенант А. И. Швенднер, а 18 ноября пароходу присвоен военный флаг.
20 декабря 1839 года император Николай I в целях «сокращения расходов» по Отдельному кавказскому корпусу приказал передать пароход совместно с пароходом «Боец»  Черноморскому флоту. Однако 26 февраля 1840 года император отменил своё решение.
10 февраля 1843 года пароход вышел в рейс из Керчи в Анапу с 28 пассажирами и с 9 тоннами груза на борту. В том же году 5 апреля из Анапы в Новороссийск на пароходе перевезли 8 пассажиров и до 2,5 тонн груза. 7 августа 1851 года на рейсе из Керчи в Анапу на борту уже было 106 пассажиров и до 45 тонн груза. Помимо этого, «Колхиде» приходилось осуществлять и военные перевозки, иногда оканчивавшиеся боевыми действиями. 

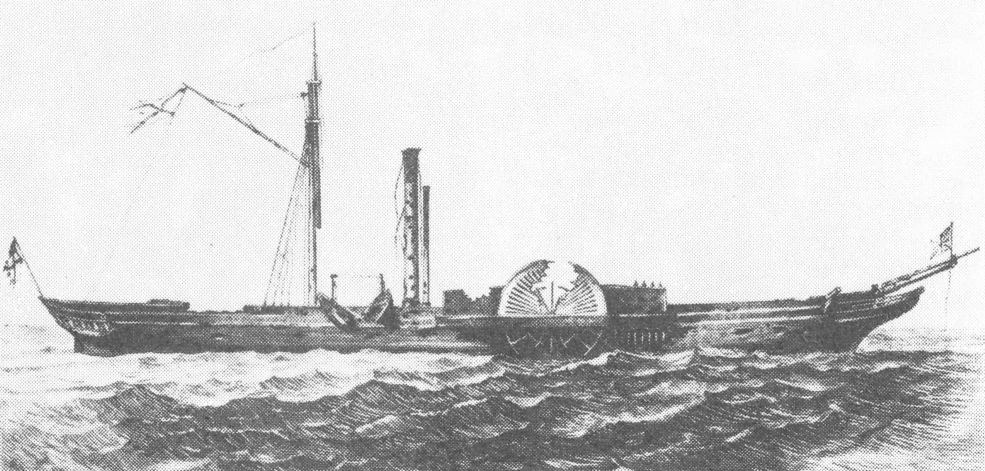
Пароход «Колхида» после боя у поста Святого Николая. Гравюра Гогенфельдена

Пароход принимал участие в Крымской войне. Ввиду возможной войны с Турцией начальником 3-го отделения Черноморской береговой линии генерал-майором П. И. Мироновым было принято решение усилить гарнизон поста Святого Николая. С этой целью 18 октября 1853 года на борт парохода «Колхида» была отправлена рота солдат 11-го Черноморского батальона из 224 человек. 20 октября, подойдя в 8 часов утра к посту, команда парохода обнаружила, что пост занят турками, а гарнизон уничтожен. К тому же «Колхида» слишком близко подошла к берегу и носовой частью села на мель в 150 метрах от берега. Турецкие войска открыли огонь по пароходу из пяти орудий. Поскольку в носовой части парохода не было орудий, команда могла отвечать на огонь противника лишь стрельбой из ружей и штуцеров, единственное бомбическое орудие стояло на корме. Попытка команды снять пароход с мели с помощью машин успехом не увенчалась. Для снятия с мели пришлось срубить носовую мачту, выбросить за борт часть цепей и угля. Через три часа «Колхида» сошла с мели, обстреляла пост из орудия и потопила турецкую кочерму с абордажной командой на борту, после чего ушла в Сухум-Кале. Во время боя пароход получил 120 пробоин в надводной части и потерял убитыми командира — лейтенанта К. А. Кузьминского, двух матросов и 11 солдат, также часть экипажа была ранена.
12 мая 1855 года находился в Керченском проливе в составе отряда военных судов под командованием контр-адмирала Н. П. Вульфа. После занятия Керчи англо-французскими войсками отряд в составе пароходов «Боец», «Молодец», «Колхида» и винтовой шхуны «Аргонавт» ушел в Бердянск, где 13 мая ввиду превосходящих сил противника по приказанию Вульфа был уничтожен.

## Память
- Пароход изображён на рисунках и картине А. П. Боголюбова, во время боя с турецкими войсками, и на гравюре Гогенфельдена в том состоянии, в котором он находился после боя.

## Командиры парохода
Командирами парохода «Колхида» в разное время служили:
- А. И. Швенднер (1837 — ?);
- К. А. Кузьминский (? — 1853).

## Галерея

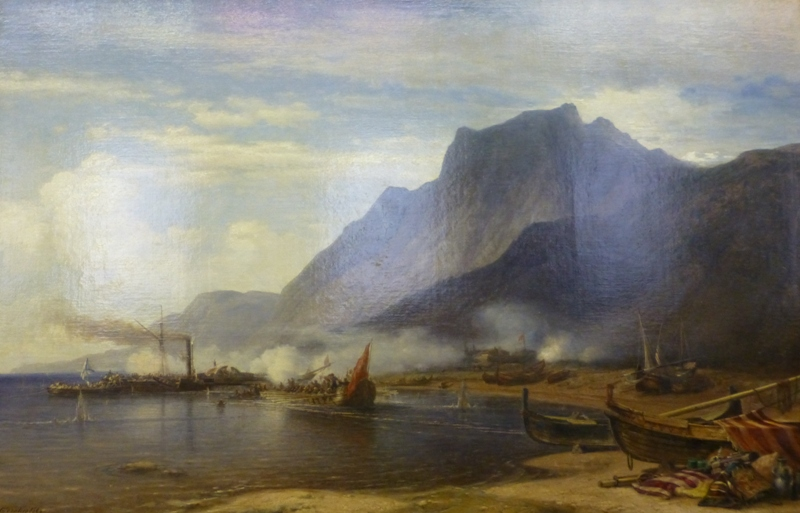
«Бой парохода „Колхида“ с турецкой береговой батареей на кавказском берегу 20 октября 1853 года», картина А. П. Боголюбова
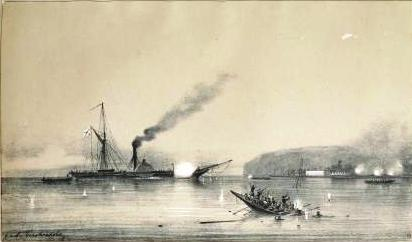
«Пароход „Колхида“ против поста Святого Николая 20 октября 1853 года», гравюра с рисунка А. П. Боголюбова